# Вольное (Машевский район)
Вольное (укр. Вільне) — село,
Новотагамлыкский сельский совет,
Машевский район,
Полтавская область,
Украина.
Код КОАТУУ — 5323084402. Население по переписи 2001 года составляло 125 человек.

## Географическое положение
Село Вольное находится на правом берегу реки Тагамлык,
выше по течению на расстоянии в 0,5 км расположено село Латышовка,
ниже по течению на расстоянии в 1,5 км расположено село Новый Тагамлык,
на противоположном берегу — село Огуевка.
Река в этом месте извилистая, образует старицы и заболоченные озёра.

## Известные люди
В селе родился Герой Советского Союза Иван Решетник.